# Leonard Abbott
Leonard Abbott (Liverpool, 20 de mayo de 1878-Nueva York, 1953) fue un anarquista y socialista estadounidense. Fue mejor conocido por cofundar Stelton Colony y la Asociación Ferrer relacionada en la década de 1910.

## Biografía
Nació en Liverpool el 20 de mayo de 1878 en una familia de expatriados estadounidenses. Su padre era comerciante de metales en la ciudad británica para una empresa estadounidense. Criado y educado en Inglaterra, Abbott asistió a la escuela pública de clase alta Uppingham. Habiendo sido influenciado por La edad de la razón de Thomas Paine en su juventud, Abbott evitó la universidad, cuya matrícula su familia podría haber pagado, y optó por dedicarse a cuestiones sociales y una carrera convencional como editor de revistas al emigrar a los Estados Unidos en 1898. Escribió para The Literary Digest y más tarde se convirtió en editor asociado de Current Digest, en el que trabajó durante un cuarto de siglo.
Abbott se radicalizó a través del movimiento de libertad de expresión en la Era Progresista, cuando a los anarquistas se les reprimieron sus libertades civiles. Más tarde se convertiría en presidente de la Liga de Libertad de Expresión después de 1907. Abbott conoció a la anarquista Emma Goldman poco después de inmigrar y se volvió hacia el libertarismo a través de su amigo, el anarquista individualista J. William Lloyd. Los dos publicaron Free Comrade esporádicamente entre 1900 y 1912.
Al mismo tiempo, Abbott sirvió en múltiples organizaciones por causas sociales. Influenciado por William Morris, Abbott se unió a la junta ejecutiva del Partido Socialista de América en 1900 y a la junta fundadora de la Escuela Rand de Ciencias Sociales en 1906. Introdujo a Upton Sinclair en el socialismo en 1902 con una edición de Wilshire's Magazine. A principios de siglo, escribió sobre el socialismo en Estados Unidos para el British Labor Annual, ayudó con una publicación socialista con sede en Chicago y continuaría escribiendo folletos y para muchas otras publicaciones durante el resto de su carrera.

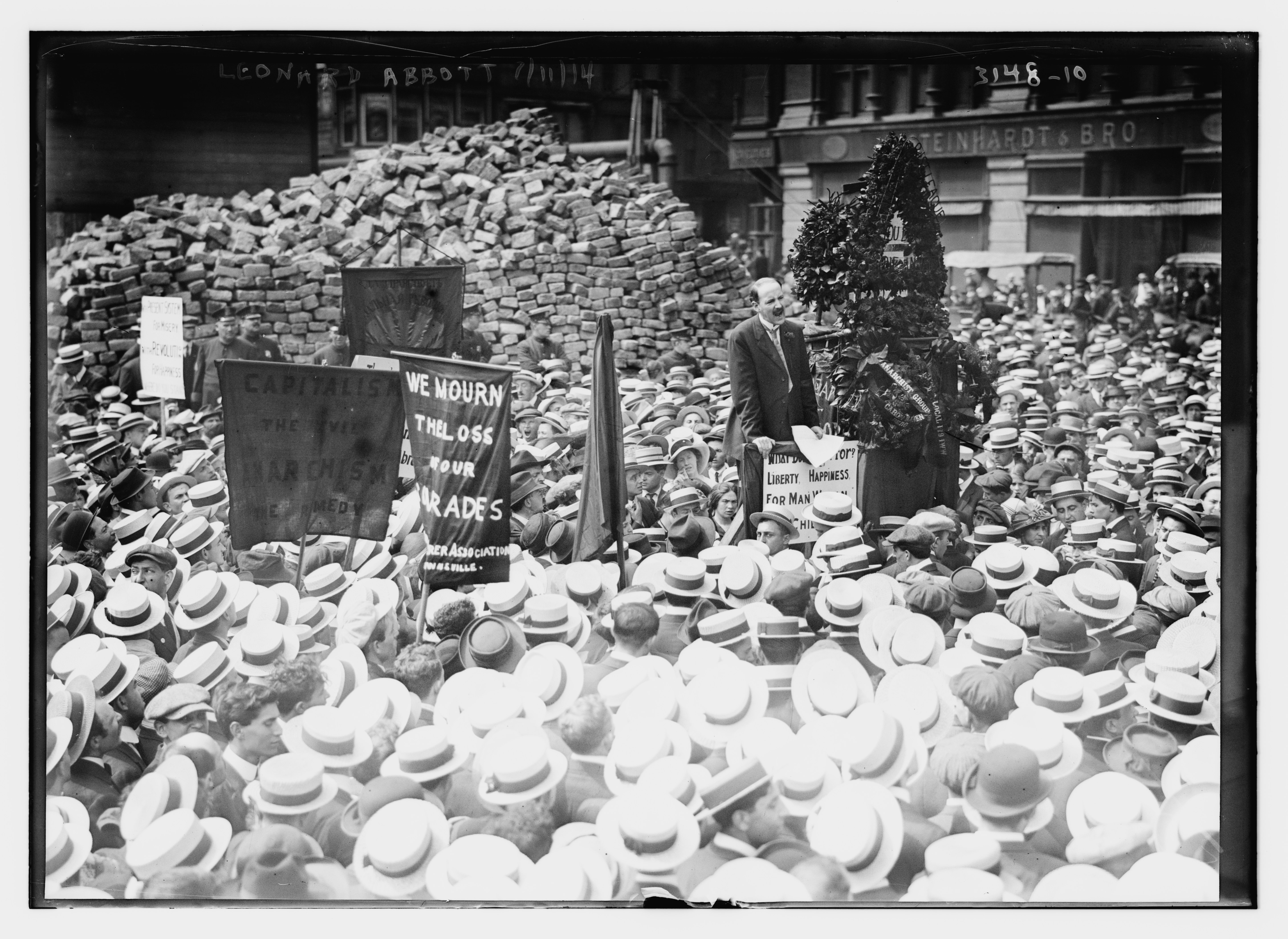
Abbott hablando ante una multitud, 1910.

Conmovido por la ejecución de Francisco Ferrer en 1909, editó un volumen sobre la vida de Ferrer y se convirtió en la cara pública de la anarquista Asociación Ferrer de Nueva York. Su acento británico y sus modales aristocráticos lo convirtieron en un improbable pero exitoso defensor de la política radical. Pero Abbott sería más conocido como líder de la Colonia Ferrer de Nueva Jersey, que ayudó a separarse de la Asociación en 1916 luego de su mudanza en 1914. Entre sus talentos se encontraban sus habilidades para resumir y popularizar.
A medida que el movimiento anarquista decayó, Abbott pasó al socialismo en 1917. Si bien el siguió el anarquismo como filosofía social y creía en su lucha liberadora contra la opresión, el historiador Laurence Veysey escribió que Abbott vaciló entre el socialismo y el anarquismo y nunca se comprometió plenamente con este último. En medio del asunto Ferrer, escribió que las ideas radicales agitaban su espíritu y las perseguía casi impulsivamente, pero creía en principios de autodesarrollo e individualismo en equilibrio con valores conservadores, como el autosacrificio. Escribió que quería sentir sus creencias radicales con mayor ardor.
En la década de 1930, Abbott trabajó para la Works Progress Administration en Washington D. C.. Falleció en 1953 en Nueva York.

## Vida personal
Su hija, quien murió en la infancia en 1914, fue nombrada en honor a la anarquista Voltairine de Cleyre.

## Obra seleccionada
- The Society of the Future (1898) [4]
- A Socialistic Wedding: Being the Account of the Marriage of George D. Herron and Carrie Rand (1901) [4]
- The Root of the Social Problem (1904) [4]
- Ernest Howard Crosby: A Valuation and a Tribute (1907) [7] [4]
- Sociology and Political Economy (1909) [4]
- Francisco Ferrer, His Life, Work, Martyrdom (1910) [7]
- Masterworks of Economics (1946) [7]
- Masterworks of Government (1947) [7]

## Otras lecturas
- Sutton, Robert P. (2005). «Abbott, Leonard». Modern American Communes: A Dictionary. Westport, Connecticut: Greenwood Publishing Group. p. 3. ISBN 978-0-313-32181-8. (requiere registro).
- Trahair, R. C. S. (1999). «Abbott, Leonard». Utopias and Utopians: An Historical Dictionary. Westport, Connecticut: Greenwood Publishing Group. p. 3. ISBN 978-0-313-29465-5. (requiere registro).